# Leucauge acuminata
Leucauge acuminata là một loài nhện trong họ Tetragnathidae.
Loài này thuộc chi Leucauge. Leucauge acuminata được Octavius Pickard-Cambridge miêu tả năm 1889.